# Groupe des démocrates libres
 (septembre 2019).
Pour les articles homonymes, voir Démocrates libres.
Le Groupe des démocrates libres (en anglais : Free Democrats Group) est un groupe parlementaire de l'Assemblée parlementaire du Conseil de l'Europe (APCE) créé en juin 2017 et officiellement reconnu par l'APCE le 4 septembre 2017. 
Composé de 22 membres, le groupe est présidé par Roger Zavoli (Saint-Marin).
| Pays              | Parti                                   | Membres |
| ----------------- | --------------------------------------- | ------- |
| Azerbaïdjan       | Indépendants                            | 4       |
| Azerbaïdjan       | Parti du nouvel Azerbaïdjan             | 1       |
| Azerbaïdjan       | Parti de la grande création             | 1       |
| Macédoine du Nord | Mouvement Besa                          | 1       |
| Monténégro        | Front démocratique                      | 1       |
| Saint-Marin       | Repubblica Futura                       | 1       |
| Serbie            | Parti radical serbe                     | 2       |
| Turquie           | Parti de la justice et du développement | 11      |